# Petit dodecahemicosàedre
En geometria, el petit dodecahemicosàedre (o gran dodecahemiicosàedre) és un políedre uniforme no convex indexat com a U62. Té 22 cares (12 pentagrames i 10 hexàgons), 60 arestes i 30 vèrtexs. La seva figura de vèrtex és un quadrilàter creuat. És un hemipolíedre amb deu cares hexagonals que travessen el centre del model.

## Galeria
| Emplenament tradicional | Emplenament modulo-2 |